# Culleus
Dans le monde antique du bassin méditerranéen, le terme culleus désigne un sac utilisé par les civilisations étrusque et romaine, et, par extension, une mesure de capacité pour des liquides utilisée dans la péninsule italique, généralement équivalente à vingt amphores soit 525,3 L. 
Dans la vie quotidienne de la Rome antique, le culleus était un sac de cuir étanche, d'une capacité d'environ vingt amphores (525,3 litres), utilisé pour la conservation et le transport des denrées alimentaires. Chez les Étrusques, il était un instrument de mise à mort, dans lequel étaient enfermés, et par l'intermédiaire duquel étaient noyés, les coupables de parricide.

## Utilisation comme moyen de mise à mort chez les Étrusques
La peine capitale du culleus, d'origine étrusque, prévoyait que le condamné soit enfermé dans un sac avec un singe, un chien et une vipère, puis le sac était jeté à l’eau : pendant la noyade et dans l'étroitesse de l'espace à l'intérieur du sac, les animaux mordaient le condamné.
Chez les Latins, étaient concernés les coupables de parricide, c'est-à-dire : ceux ayant tué un de leurs parents proches (père, mère, frère, sœur, fils, fille, etc.) ; ou encore les prêtres sacrés chargés exclusivement de consulter les Livres sibyllins (Quindecemviri Sacris Faciundis), dans le cas où ils auraient révélé à des tierces personnes, et en dehors des temps impartis, les oracles de la Sibylle.